# Erebia jolanthe
Erebia jolanthe är en fjärilsart som beskrevs av Schultz 1908. Erebia jolanthe ingår i släktet Erebia och familjen praktfjärilar. Inga underarter finns listade i Catalogue of Life.